# Setukesen

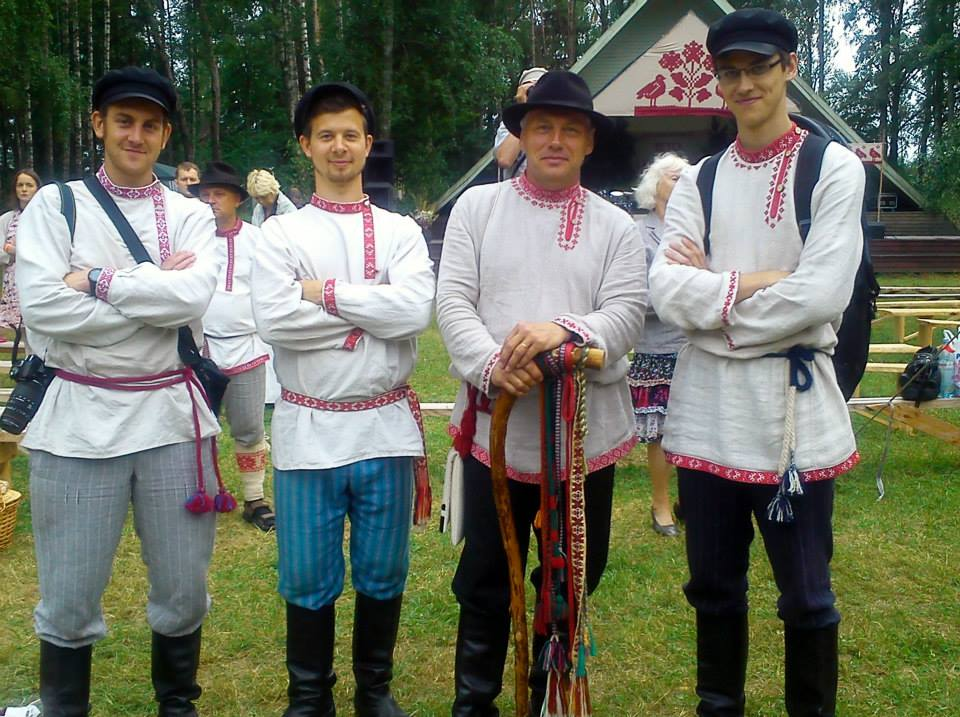
Eine Gruppe in traditionellen Kostümen aus der Region Setomaa-Setumaa, Estland.

Die Setukesen (deutsch auch Setu oder Seto; setukesisch setoq, estnisch setud) sind eine ethnische Minderheit im Grenzland zwischen Russland und Estland. Sie werden von manchen Wissenschaftlern als ein Volksstamm der Esten betrachtet. Von den Russen unterscheiden sie sich durch ihre finno-ugrische Sprache, das Setukesische (seto kiil´). Im Gegensatz zu den traditionell lutherischen Esten sind die Setukesen vornehmlich orthodoxen Glaubens. Heute gibt es nach Schätzungen noch etwa 10.000 Personen, die sich zur setukesischen Volksgruppe bekennen.

## Siedlungsgebiet
Die Setukesen leben traditionell in der historischen Region Setumaa im Südosten Estlands und Nordwesten Russlands nahe dem Peipussee. Setumaa liegt in den heutigen Landkreisen Põlvamaa und Võrumaa in Estland sowie der Oblast Pskow in Russland. Die Zahl der Setukesen wird in Estland auf ca. 10.000 geschätzt, wovon 3.000 bis 4.000 im Südosten Estlands leben. Bei der estnischen Volkszählung von 2000 konnte die Volkszugehörigkeit „Setukese“ nicht angegeben werden. Bei der russischen Volkszählung 2002 bekannten sich nur 197 Menschen zur setukesischen Nationalität.

Die Karte der estnischen Seite der Region Setumaa.

Das Volk der Setukesen lebte historisch am Peipussee und an den Flüssen Piusa und Mädajõgi, die die Grenze zwischen Livland und Russland bildeten. Die Piusa fließt von mehreren Stromschnellen unterbrochen durch eine Wiesenlandschaft bis zum Pihkvasee. Im Mittelalter verliefen hier wichtige Handelswege zu Land und zu Wasser. Charakteristisch für das Siedlungsgebiet der Setukesen sind sandige und wenig ertragreiche Böden. Landschaftlich prägend sind daneben die zahlreichen Kiefernwälder.
Größere Gutshöfe mit repräsentativen Herrenhäusern, wie sie für die deutschbaltische Geschichte Estlands und Livlands prägend waren, kommen in Setumaa kaum vor. Das Land stand meist im Eigentum des Staates oder des Mönchsklosters von Petschory (deutsch Petschur, estnisch Petseri), das es an die lokalen Bauern und Fischer verpachtete. Es dominieren in der bäuerlichen Kultur der Setukesen wehrhafte, geschlossene Höfe mit den charakteristischen hohen Bretterpforten und Haufendörfer. Sie waren früher als befestigte Anlagen gegen Angriffe konzipiert. Alle Gebäude stehen eng beieinander.
Zentrum der setukesischen Gemeinschaften waren die orthodoxen Kirchen und die kleinen Dorfkapellen (tsässonad). Ein tsässon wird traditionell aus Holz errichtet. Im Inneren finden sich neben den obligatorischen Heiligenbildern Kerzen und Blumen. Am Dach des Hauses ist ein kleines Kreuz angebracht. Jede Kapelle hat ihren eigenen Schutzengel bzw. -heiligen.

## Geschichte
Die Setukesen siedelten vermutlich bereits vor 600 nach Christus im Gebiet des heutigen Setumaa. In alten russischen Chroniken werden die Setukesen unter dem Begriff Tschuden mit anderen finno-ugrischen Völkern der Region zusammengefasst. Ab dem frühen Mittelalter drängten immer stärker slawischsprachige Stämme nach Nordosten vor. Dabei kam es zu einer Vermischung mit mehreren Volksgruppen und deren Vorstellungswelten. Die finno-ugrisch sprechenden Esten wurden zwischen dem 10. und 13. Jahrhundert zum Christentum bekehrt, als das katholische Dänemark und der Deutsche Orden die Herrschaft über Livland ausübten. Insbesondere das katholische Bistum Dorpat mit seinem Zentrum Tartu übte Druck auf die Setukesen für einen Übertritt zum katholischen Glauben aus.
Die Setukesen, die im Einflussbereich Nowgorods lebten, blieben zunächst Heiden. Erst im 15. Jahrhundert konvertierten die Setukesen endgültig zum orthodoxen Glauben. Sie behielten aber zahlreiche heidnische Bräuche bei, so dass die religiöse Kultur der Orthodoxie zunächst nur oberflächlich wirkte. Die Kontakte zwischen Esten und Setukesen brachten aber auch viele Einflüsse des Katholizismus in die setukesische Kultur.

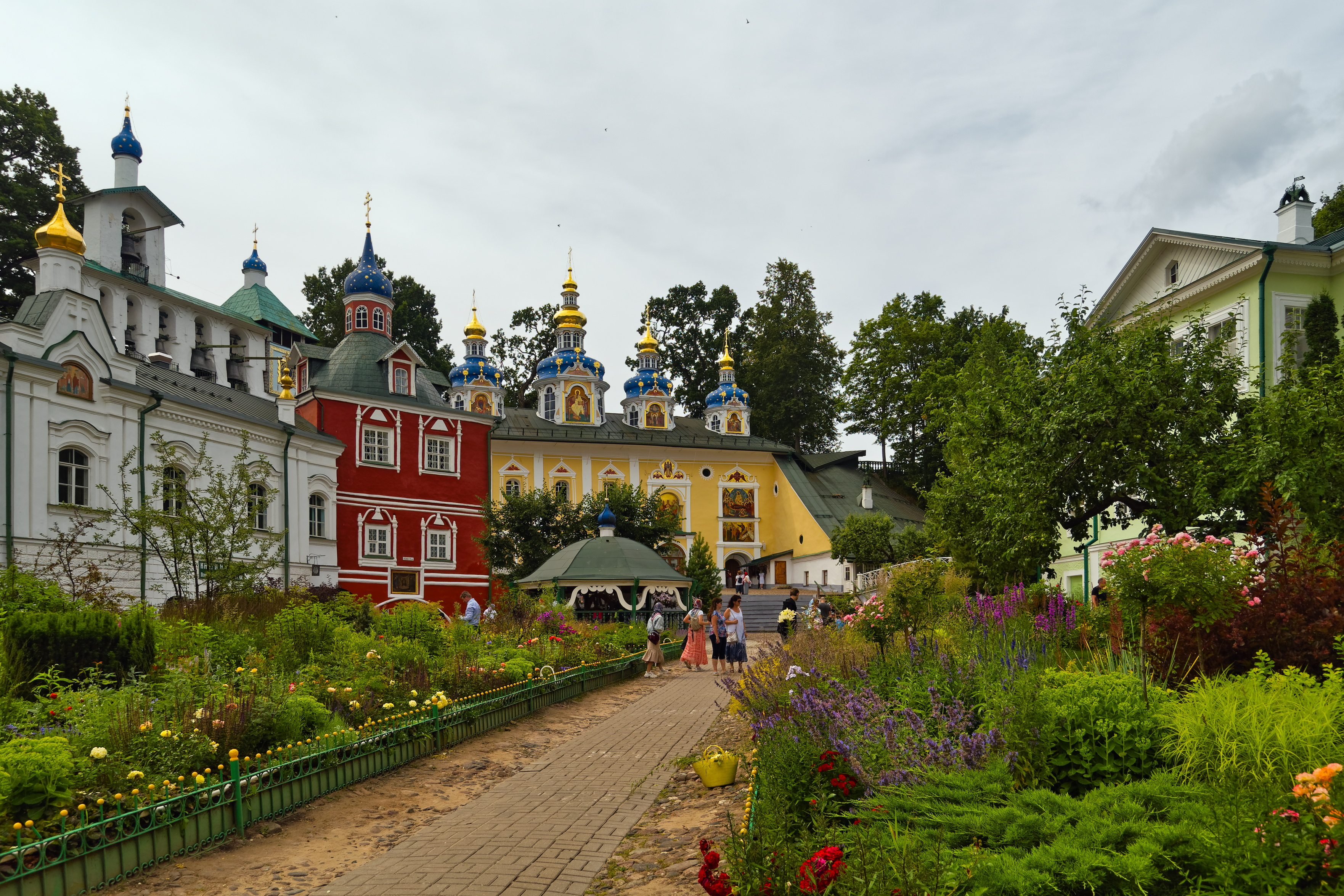
Pechory, eine der größten Seto-Siedlungen, fiel nach dem 2. Weltkrieg in russische Hände.

Die Setukesen beschreiben selbst ihre Lage im Grenzland beider rivalisierenden religiösen wie politischen Mächte mit dem berühmten setukesischen Ausdruck katõ ilma veere pääl („An der Grenze zweier Welten“). Von 862 bis 1920 gehörte der Großteil des setukesischen Siedlungsgebiets zum russischen Reich. Am 24. Februar 1918 erklärte Estland in den Wirren des Ersten Weltkriegs und der russischen Revolution seine staatliche Unabhängigkeit von Russland. Im Friedensvertrag von Tartu (deutsch Dorpat) fiel Setumaa an Estland. Es wurde als Landkreis Petserimaa in den neuen estnischen Staatsverband inkorporiert. Allerdings blieb das orthodoxe Setumaa im lutherischen Estland eher ein kultureller Fremdkörper.
Die ersten drei Jahrzehnte des 20. Jahrhunderts können als Blütezeit der setukesischen Kultur bezeichnet werden. Um 1905 erreichte die Zahl der Setukesen vermutlich ihren Höhepunkt. Bei der estnischen Volkszählung 1934 bekannten sich 15.000 Menschen zu ihrer setukesischen Identität. Erst in den 1930er Jahren übte eine Estnisierungspolitik des sich zunehmend zentralistisch und autoritär entwickelnden estnischen Staates wachsenden Druck in Richtung einer Assimilierung an die estnischen Bevölkerungsmehrheit aus.
1940 besetzte die Sowjetunion Estland und leitete eine fünfzigjährige Phase der Repression ein, die alle Minderheiten in der Sowjetunion betraf. Die setukesische Kultur unterlag von nun an zahlreichen Einschränkungen durch das kommunistische Regime. Traditioneller Silberschmuck in Familienbesitz wurde enteignet. Setukesischer Sprachunterricht in den Schulen wurde abgeschafft. Setukesische Bauernhöfe wurden in Kolchosen zusammengelegt und der Planwirtschaft unterworfen. Nicht wenige Setukesen wurden während der Stalin-Zeit – wie auch ein bedeutender Teil der estnischen Bevölkerung – ins Innere der Sowjetunion deportiert. 1944 wurde die Grenze zwischen der Estnischen Sozialistischen Sowjetrepublik und der Russischen SFSR von Moskau neu gezogen. Sie durchschnitt zum ersten Mal in der Geschichte Setumaas das setukesische Siedlungsgebiet. Allerdings spielte die Republiksgrenze innerhalb der Sowjetunion für das tägliche Leben der Setukesen kaum eine Rolle.

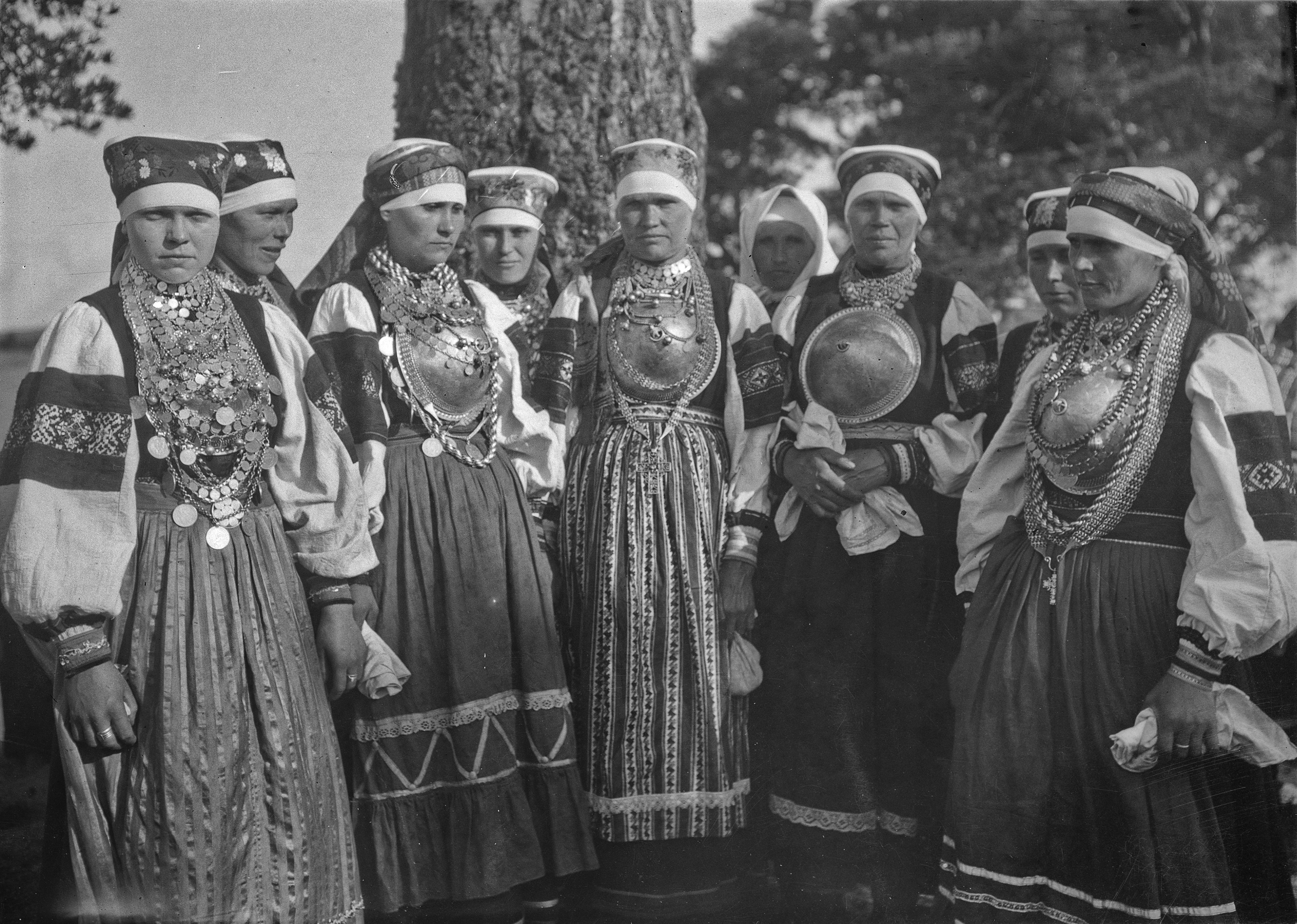
Setos, abgebildet in der Värska-Gemeinde, 1912.

Seit dem Auseinanderbrechen der Sowjetunion und der Wiedererlangung der estnischen Unabhängigkeit im August 1991 teilt die estnisch-russische Staatsgrenze das traditionelle Siedlungsgebiet der Setukesen. Sie erschwert die Kontakte zwischen den Setukesen beiderseits der Grenze und den Zugang zu den kulturellen Stätten und Friedhöfen. Die Republik Estland hat die Grenzziehung von 1944 de facto anerkannt. Ein entsprechendes Grenzabkommen mit Russland wurde allerdings vom russischen Parlament noch nicht ratifiziert. Nach dem Beitritt Estlands zur Europäischen Union ist die Staatsgrenze eine EU- und Schengen-Außengrenze geworden.
Heute sind die kulturellen und politischen Rechte der Setukesen in der Republik Estland voll gewährleistet. Die größte Herausforderung der setukesischen Kultur bilden heutzutage die zunehmende Globalisierung und die Landflucht der jüngeren Bevölkerung, die die setukesischen Dörfer mehr und mehr entvölkert. Ein bedeutender Teil der Setukesen lebt bereits heute in den beiden größten estnischen Städten, Tallinn und Tartu.

## Sprache

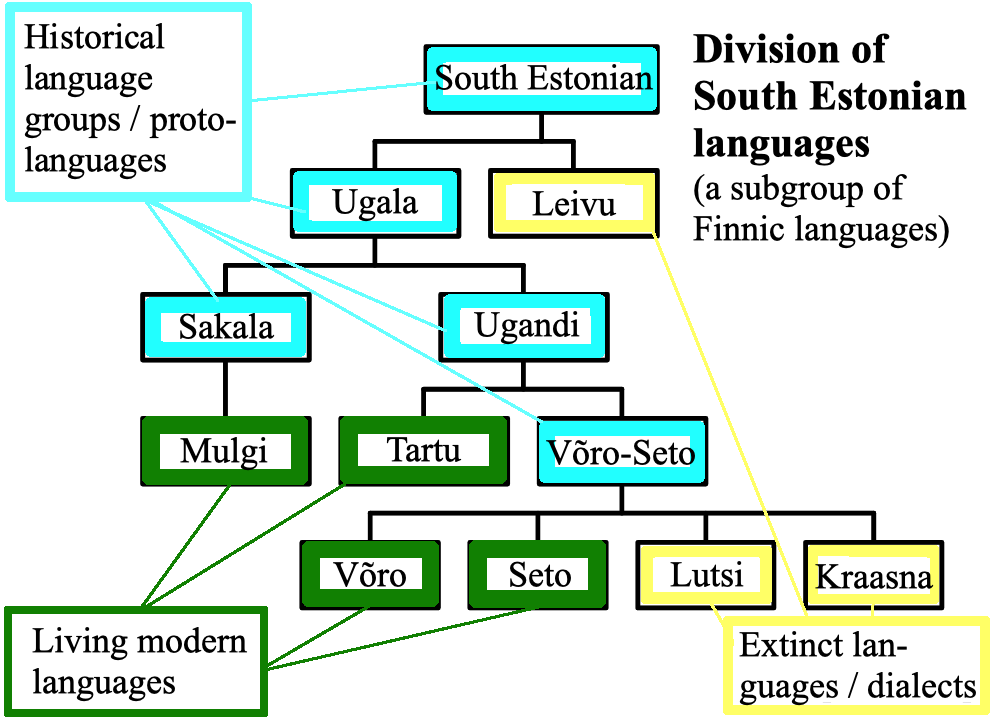
Aufteilung der südestnischen Sprachen/Dialekte, einschließlich Seto.

Die Setukesen sind wie Esten, Finnen und Ungarn ein finnougrischsprachiges Volk. Das Setukesische gehört der ostseefinnischen Sprachengruppe an. Es ist eng mit dem (Süd-)Estnischen verwandt, dem es manche Sprachwissenschaftler ganz zurechnen.
Esten und Setukesen verstehen einander sprachlich eher schwer. Alle in Estland lebenden Setukesen beherrschen allerdings das Estnische. In 26 estnischen Schulen wird heute Setukesisch bzw. Südestnisch unterrichtet. Allerdings sind die Behörden und Gerichte einsprachig estnisch bzw. in Russland einsprachig russisch.

## Kultur

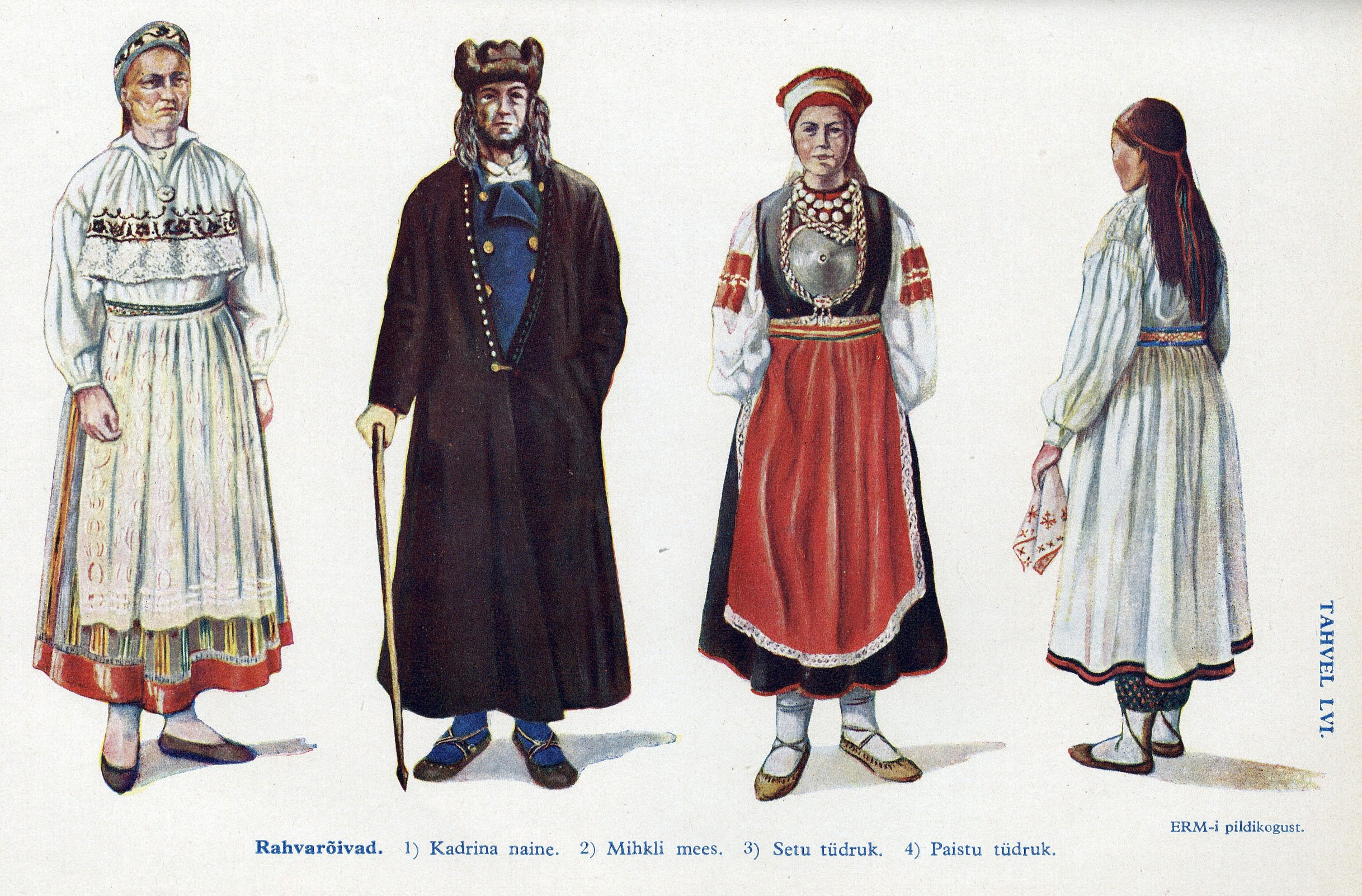
Setukesische Tracht mit silbernem Brustschild (2. v. r.)

Die Setukesen haben bis heute ihre eigene Kultur und Identität bewahrt. Die traditionelle setukesische Gesangskunst, Leelo, wurde 2009 in die UNESCO-Liste der Meisterwerke des mündlichen und immateriellen Erbes der Menschheit aufgenommen. Das Liedgut wird von Generation zu Generation weitergegeben. Seit 1977 existiert ein setukesisches Musikfestival.
Die setukesischen Frauen tragen besonders zu festlichen Anlässen wie Hochzeiten und Kirchenfesten ihre farbenträchtige Tracht. Auffallend ist der reiche Silberschmuck, oft in Form von Münzen und als großer, konisch geformter Brustschild (suur solg). Dieser wird nur von verheirateten Frauen getragen. Die Schmuckstücke werden innerhalb der Familie von Generation zu Generation vererbt. Das Gesamtgewicht kann bis zu 6 kg betragen. Bekannt sind auch die Handarbeiten der Setukesen mit ihren traditionellen Mustern, die die Säume von gewobenen Gürteln, Kopftüchern, Schals und die traditionellen Blusen der Frauen (hamõh) schmücken. Setukesische Männer tragen die mit roten Ornamenten geschmückten Hemden über der Hose. Auffallend sind die bunten und reichlich gemusterten Wollsocken.
Zu den traditionellen Dorffesten (kirmas oder kirmask) mit ihren zahlreichen Tänzen und Liederaufführungen wird Tracht getragen. Die Dorffeste fallen meist mit religiösen Festen zusammen. Beim traditionellen setukesischen Tanz (kargus) bleiben Männer und Frauen streng getrennt. Traditionelle Musikinstrumente wie Bajan und Garmon spielen auf, gelegentlich auch die Kannel.
In Obinitsa widmet sich ein 1998 gegründetes Museum der setukesischen Kultur. Eine 1974 eröffnete Außenstelle befindet sich in Saatse. Auf der russischen Seite der Grenze findet sich ein Seto Museum in Sigova (Gemeinde Pankjewitza, Rajon Pskow). Es ist eine Filiale des Museums der Festung Isborsk.

## Organisation

Flagge von Setomaa

Alle drei Jahre kommt der Seto-Kongress zusammen. Er setzt sich aus Vertretern der setukesischen Dörfer und Organisationen zusammen. Der Seto-Kongress wählt einen 13-köpfigen Ältestenrat mit rotierendem Vorsitz, der offiziell die kulturellen, wirtschaftlichen und politischen Interessen der Setukesen nach außen vertritt. Der IX. Seto-Kongress fand im November 2008 in Värska statt.
Setumaa besteht seit der Verwaltungsreform aus der neu gebildeten Gemeinde Setomaa. Davor waren die 4 Gemeinden Setumaas Mikitamäe, Värska, Meremäe und Misso in der Union der Gemeinden von Setumaa (estnisch Setomaa Valdade Liit) zusammengeschlossen. Sie gab die Zeitung Setomaa heraus, die teils in estnischer, teils in setukesischer Sprache erscheint.
Seit 1994 wählen die Setukesen auf dem kuningriik („Königreich“), einem jährlichen Festtag, wieder ihren spirituellen „König“ (sootska), der als symbolischer kultureller Anführer die Angelegenheiten der Gemeinschaft vertritt. Diese Tradition war während der Sowjet-Zeit verboten und erfreut sich heute als Fest mit Gesang und Tanz großer Beliebtheit, auch unter den Besuchern Setumaas.

## Religion
Vor der Bekehrung zum Christentum, die vom 10. bis zum 13. Jahrhundert dauerte, waren die Setukesen – wie die anderen finno-ugrischen Völker – Heiden, die einem starken Naturglauben anhingen. Einen großen Einfluss auf die christliche Durchdringung spielte das 1473 gegründete russisch-orthodoxe Kloster von Petschory.
Die Setukesen sind im Gegensatz zu den evangelisch-lutherischen Esten orthodoxen Glaubens. Eine stille Ecke mit orthodoxen Ikonen und Heiligenbilder (pühasenulk) prägen jeden setukesischen Haushalt. Die Verehrung der Vorfahren ist lebendig. Hinzu kommt die große Bedeutung der Friedhöfe und alten Grabstätten. In der traditionellen setukesischen Vorstellungswelt gibt es keine scharfe Trennung zwischen der realen Welt und dem Übernatürlichen. Die (Volks-)Religion ist ein untrennbarer Bestandteil des gemeinschaftlichen Lebens und der setukesischen Kultur.
Eines der höchsten religiösen Feste der Setukesen, Paasabar, wird jährlich drei Tage lang in Obinitsa nahe der Grenze zu Russland gefeiert. Setukesen aus ganz Estland und Russland reisen hierzu an. Nach einem orthodoxen Gottesdienst führt eine Prozession zum See, an dem göttlicher Segen erbeten wird. Am folgenden Tag findet eine Gedenkfeier auf dem Waldfriedhof von Obinitsa statt. Dort essen die Gläubigen über den Gräbern der Vorfahren und lassen Speisen und Getränke zurück.
Besondere Bedeutung hat bei den Setukesen die Verehrung der heidnischen Fruchtbarkeits- und Erntegottheit Peko. Er wird als Nationalsymbol der Setukesen gesehen. Nach Peko ist auch das setukesische Nationalepos benannt. Es wurde von dem Folkloristen Paulopriit Voolaine (1899–1985) kompiliert, der sich auf die legendäre setukesische Volkssängerin Anne Vabarna (1877–1964) stützte. Vabarna verfügte über ein Repertoire von ca. 100.000 Verszeilen, konnte aber nicht schreiben. Ein von dem estnischen Bildhauer Elmar Rebane geschaffenes Denkmal für Vabarna steht heute im Dorf Võpolsova (Landgemeinde Värska).